# Thérouanne
Thérouanne é uma comuna francesa na região administrativa de Altos da França, no departamento de Pas-de-Calais. Estende-se por uma área de 8,4 km².